# Бутен, Кристин
Кристин Бутен (фр. Christine Boutin; род. 6 февраля 1944[…], Левру) — французская политическая деятельница, министр жилищного хозяйства и городов (2007—2009 годы).

## Биография
Родилась 6 февраля 1944 года в Левру, в возрасте 5 лет лишилась матери. В 1977 году получила юридическое образование.
В 1977 году начала политическую карьеру с должности депутата муниципального совета города Оффаржи, с 1980 по 1983 год занимала должность мэра.
В 1982 году впервые избрана в совет департамента Ивелин и сохраняла мандат до ухода из политики в октябре 2017 года.
В 1986 году избрана в Национальное собрание от департамента Ивелин, в 1995 году вошла в Папский совет по делам семьи. В 1998 году в ходе парламентских дебатов резко выступала против Гражданского договора солидарности и против права на усыновление детей гомосексуальными парами, позднее возглавила основанный в 2002 году Форум социальных республиканцев, который выступал за уважение человеческой жизни с момента зачатия до момента естественной смерти. Возглавляла парламентскую группу в защиту жизни, близкую к антиабортному движению (19 декабря 2001 года Бутен была исключена из Союза за французскую демократию, поскольку не только создала ФСР, но и выдвинула от него свою кандидатуру на президентских выборах 2002 года, хотя кандидатом от СФД на них стал Франсуа Байру). Результаты президентских выборов не принесли ей успеха — получив в первом туре чуть более 1 % голосов, Бутен выбыла из дальнейшей борьбы.
В 2007—2009 годах занимала должность министра жилищного хозяйства и городов в первом и втором правительствах Фийона (с 15 января 2009 года — министр жилищного хозяйства).
В июне 2009 года возглавляемый Кристин Бутен Форум социальных республиканцев принял новое наименование: Христианско-демократическая партия.
Выдвинула свою кандидатуру на президентских выборах 2012 года, но отозвала её 13 февраля 2012 года, поддержав Николя Саркози.
10 июля 2013 года отошла от руководства ХДП с целью полностью посвятить себя борьбе за сохранение семейных ценностей в ходе подготовки к европейским выборам 2014 года. Пошла на эти выборы во главе списка нового движения Force Vie (Живая сила) в регионе Иль-де-Франс, но получила лишь 1,14 % голосов.